# Premio de Novela Ciudad de Torrevieja
El Premio de Novela Ciudad de Torrevieja fue un premio literario español que concedió desde 2001 hasta 2011 el Ayuntamiento de Torrevieja y la editorial Plaza & Janés (perteneciente al grupo Random House Mondadori), a una novela inédita escrita en español. El jurado estaba compuesto por famosos escritores, autoridades locales y editores de Plaza & Janés. Fue presidente del jurado durante numerosos años el poeta José Manuel Caballero Bonald.
Fue creado en su momento por el Ayuntamiento de Torrevieja y por dicha editorial como "el premio mejor dotado de España" (con 360 607 € de dotación) con la intención de atraer el prestigio local e internacional, pero muy pocos meses después la cuantía fue superada por el Premio Planeta, que duplicó su dotación hasta los 601 000 €.
Cuando desapareció el Premio de Novela Ciudad de Torrevieja era el tercer premio literario de mayor cuantía en el mundo después del Premio Nobel y el Premio Planeta y el segundo de España (teniendo el ayuntamiento de Torrevieja una población que no llegaba ni a los cien mil habitantes).
La primera edición del premio se concedía de forma bienal, pero a partir de la segunda edición en 2003 se celebró de forma anual, y al año siguiente, en su tercera edición (en 2004), se otorgó también un premio para el finalista dotado con 125 000 € que se concedió durante seis ediciones, ya que dos años antes de la cancelación del premio, en 2009, dejó de otorgarse.
La cancelación del premio tras solo diez ediciones fue debido a la gran deuda económica del Ayuntamiento de Torrevieja debido a la crisis financiera de 2008.

## Ganadores
- 2001 - Javier Reverte, por La noche detenida
- 2003 - Juan José Armas Marcelo, por Casi todas las mujeres
- 2004 - Zoé Valdés, por La eternidad del instante
- 2005 - César Vidal, por Los hijos de la luz
- 2006 - Jorge Bucay, por El candidato
- 2007 - José Carlos Somoza, por La llave del abismo
- 2008 - Juan Gómez-Jurado, por El emblema del traidor
- 2009 - Álex Rovira y Francesc Miralles, por La última respuesta[1]
- 2010 - Gustavo Martín Garzo, por Tan cerca del aire[2]
- 2011 - Jordi Sierra i Fabra, por Sombras en el tiempo

## Finalistas
- 2001 - no existía la categoría de finalista
- 2003 - no existía la categoría de finalista
- 2004 - Javier Sierra, por La cena secreta
- 2005 - José Calvo Poyato, por La orden negra
- 2006 - Ignacio García-Valiño, por Querido Caín
- 2007 - Juan Cobos Wilkins, por El mar invisible
- 2008 - Alejandro Palomas, por El secreto de los Hoffman
- 2009 - Andrés Pascual, por El compositor de tormentas[1]
- 2010 - la organización deja de otorgar premio a la obra finalista
- 2011 - la organización deja de otorgar premio a la obra finalista